# Ottobre Giapponese
L'Ottobre Giapponese è un festival dedicato alla diffusione della cultura giapponese in Italia che si svolge ogni anno in varie città tra cui Ravenna e Faenza, a partire dal 2003.
È organizzato e gestito dai membri dell'Associazione per gli Scambi Culturali fra Italia e Giappone APS (in sigla ASCIG), che raccoglie un gruppo di studiosi e appassionati del Giappone, in collaborazione con le principali istituzioni culturali e le amministrazioni comunali della città di Ravenna e Faenza.
Il 20 agosto del 2021 l'ASCIG e il festival Ottobre Giapponese sono stati premiati dal Ministero degli Esteri del Giappone, per l'attività di diffusione della cultura giapponese in Italia.

## Storia
La prima edizione del festival si è svolta dal 16 ottobre al 31 ottobre 2003. Si è aperta con un laboratorio ed uno spettacolo di danza butoh per proseguire con dimostrazioni di kendō, calligrafia, cerimonia del tè ed una conferenza con annesso spettacolo di teatro Nō.
A partire dalla seconda edizione è stata introdotta una sezione cinematografica, con incontri con registi del calibro di Takahata Isao e Kon Satoshi, proiezioni di film e di corti di registi affermati ed emergenti, conferenze sul cinema giapponese tenute da esperti, con una particolare attenzione al cinema d'animazione e d'essai.

### Edizioni
- I (2003)
  - Ospite d'onore il danzatore Ko Murobushi.
- II (2004)
  - Ospite d'onore il regista Takahata Isao.
  - Proiezione dei film Una tomba per le lucciole, Pom Poko, Goshu il violoncellista, Omohide poro poro, Hōhokekyo tonari no Yamada-kun, La grande avventura del piccolo principe Valiant
- III (2005)
  - Ospite d'onore l'artista della lacca di Kamakura, Kagari Miyoshi.
- IV (2006)
  - Ospite d'onore il regista Kon Satoshi.
  - Proiezione del film Paprika - Sognando un sogno
- V (2007)
  - Ospite d'onore il maestro di satsuma biwa, Tanaka Yukio.
- VI (2008)
- VII (2009)
- VIII (2010)
  - Ospite d'onore la regista Tominaga Mai.
  - Proiezione dei film Wool 100% e Shokudō katatsumuri, tratto dal libro Il ristorante dell'amore ritrovato di Ogawa Ito, oltre a vari cortometraggi
- IX (2011)
  - rassegna dedicata al regista Wakamatsu Kōji
  - proiezione di Ecco l'impero dei sensi di Oshima Nagisa
  - proiezione di Le voci della nostra infanzia (Furusato Japan) di Nishizawa Akio

- X (2012)
- XI (2013)
- XII (2014)
- XIII (2015)
- XIV (2016)
- XV (2017)
- XVI (2018)
- XVII (2019)
- XVIII (2020)
- XIX (2021)
- XX (2022)
- XXI (2023)